# 鲁维尔
鲁维尔（法語：Rouville，法語發音：[ʁuvil]）是法国滨海塞纳省的一个市镇，属于勒阿弗尔区。

## 地理
鲁维尔（49°36'55"N, 0°29'57"E）面积9.55 平方千米，位于法国诺曼底大区滨海塞纳省，该省份为法国北部沿海省份，其西部及北部濒大西洋英吉利海峡，东起顺时针与索姆省、瓦兹省、厄尔省和卡爾瓦多斯省接壤。
与鲁维尔接壤的市镇（或旧市镇、城区）包括：贝尼耶尔、阿唐维尔、努万托、拉夫托、圣马克卢-拉布里耶尔、托克维尔莱米尔、耶布勒龙。

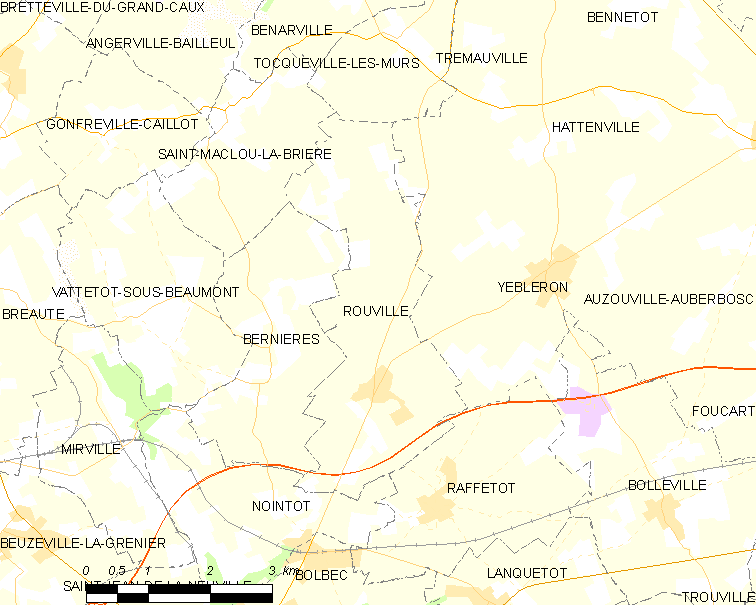
鲁维尔的OSM定位图

鲁维尔的时区为UTC+01:00、UTC+02:00（夏令时）。

## 行政
鲁维尔的邮政编码为76210，INSEE市镇编码为76543。

## 政治
鲁维尔所属的省级选区为博尔贝克县。

## 人口

1962-2008年间鲁维尔人口变化图示

鲁维尔于2022年1月1日时的人口数量为612人。